# Östergötlands runinskrifter Fv1943;317A
Östergötlands runinskrifter Fv1943;317A är en runristad gravhäll, en lockhäll som tillhört en Eskilstunakista. Hällen hittades på 1940-talet, vid utgrävning av Sankta Ingrids kloster i Skänninge. Idag (2009) förvaras den tillsammans med ett par andra gravhällar i stadens rådhus. Materialet är kalksten. Hällen har skador men är komplett.
Utmed kanterna löper skriftband med förhållandevis stora runor. På hällens mittyta finns i ena änden ett kors. Inskriften innehåller stungna runor.

## Translitterering
I translittererad form lyder inskriften:
kufi + lagþi + stin + eftiR + ygila + sun + sin * kuþ ialbi has sal

## Översättning
I översättning till våra dagars svenska är följande vad runorna berättar:
"Guve lade stenen efter Ängle(?), sin son. Gud hjälpe hans själ."